# Federico Andahazi
Federico Andahazi (Buenos Aires, 1963), és un psicòleg i escriptor argentí.
La seva primera novel·la, L'Anatomista (1996), sobre Realdo Colombo, va guanyar els diners del Premi de la Fundació Fortabat, al mig d'una polèmica amb Amalia Fortabat. La novel·la va ser publicada per Planeta i traduïda a diversos idiomes.

## Obres
- 1997: El anatomista.
- 1998: Las piadosas
- 2000: El príncipe
- 2002: El secreto de los flamencos
- 2004: Errante en la sombra
- 2005: La ciudad de los herejes
- 2006: El conquistador
- 2012: El libro de los placeres prohibidos
- 2015: Los amantes bajo el Danubio